# Ленинградский Пригородный район
Ленинградский Пригородный район — административно-территориальная единица в составе Ленинградской области, существовавшая в 1930—1936 годах и административно подчиненная Ленинградскому городскому совету. Административный центр — город Ленинград.

## История
Район образован в соответствии с постановлением президиума Ленинградского облисполкома от 19 августа 1930 года с центром в Ленинграде (не входил в состав района) в составе 8 городов (Сестрорецк, Шлиссельбург, Петергоф, Детское Село, Слуцк, Урицк, Колпино, Красное Село), 3 рабочих посёлков (Дубровка, Уткина Заводь, им. Морозова) и 65 сельсоветов.
В район вошли:
- а) города окружного подчинения Ленинградского округа:
  - Петергоф
  - Сестрорецк
  - Шлиссельбург
- б) Ленинский район полностью в составе раб. пос. Дубровка и 14 сельсоветов:
  - Вагановский
  - Выборгско-Дубровский
  - Колтушский
  - Каннистский
  - Манушкинский
  - Мягловский
  - Пороховский
  - Романовский
  - Румболовский
  - Чернореченский
  - Щегловский
  - Яблоновский
- в) Урицкий район полностью в составе городов Урицк, Красное Село и 17 сельсоветов:
  - Володарский
  - Дудергофский
  - Заводской
  - Ижоро-Знаменский
  - Кипенский
  - Красненский
  - Лиговский
  - Подгородный
  - Разбегаевский
  - Ропшинский
  - Русско-Высоцкий
  - Средне-Рогатский
  - Старопановский
  - Стрельнинский
  - Финско-Высоцкий
  - Шунгоровский
- г) Из Колпинского района г. Колпино и 8 сельсоветов:
  - Весело-Поселковский
  - Ново-Саратовский
  - Ново-Александровский
  - Островский
  - Овцинский
  - Петрославянский
  - Рыбацкий
  - Усть-Ижорский
- д) Из Детскосельского района города Детское Село, Слуцк и 11 сельсоветов:
  - Больше-Кузьминский
  - Больше-Пулковский
  - Виттоловский
  - Гуммолосаровский
  - Московско-Славянский
  - Перелесинский
  - Песковский
  - Редко-Кузьминский
  - Талликовский
  - Тярлевский
  - Шушарский
- е) Из Парголовского района 15 сельсоветов:
  - Александровский
  - Владимиро-Горский
  - Графско-Дибунский
  - Коломягский
  - Красноостровский
  - Левашовский
  - Лахтинский
  - Муринский
  - Мертутский
  - Ново-Алакюльский
  - Парголовский
  - Перво-Парголовский
  - Ручьевский
  - Шувалово-Озерковский
  - Юкковский

На 1 января 1934 года национальные меньшинства в районе составляли 22,2 %, в сельском хозяйстве — 35 %. Из общего числа национальных меньшинств в 88 774 человека, финны составляли 31 912 человек, немцы — 7853 человека. Из 37 сельсоветов — 11 финских, с долей коренного населения от 72 до 98 % и 7 сельсоветов (финны и немцы) с долей от 25 до 62 %. Из 238 колхозов района — 161 финский, 12 немецких, 1 китайский.
По постановлению президиума Леноблисполкома и Ленсовета от 19 августа 1936 года Ленинградский Пригородный район был ликвидирован. Административные единицы Ленинградского Пригородного района были переданы:
- а) города Колпино, Детское Село, Петергоф подчинены Ленинградскому Совету;
- б) города Сестрорецк и Шлиссельбург преобразованы в самостоятельные административные единицы — города областного подчинения;
- в) в Красносельский район — города Красное Село, Урицк и 12 сельсоветов:
  - Володарский
  - Дудергофский
  - Заводский
  - Кипенский
  - Лиговский
  - Пановский
  - Разбегаевский
  - Ропшинский
  - Стрельнинский
  - Финно-Высоцкий
  - Шунгоровский
- г) в Слуцкий район — г. Слуцк и10 сельсоветов:
  - Кузьминский
  - Московско-Славянский
  - Песковский
  - Петрославянский
  - Пулковский
  - Средне-Рогатский
  - Талликовский
  - Тярлевский
  - Усть-Ижорский
- д) в Парголовский район — 4 сельсовета:
  - Лахтинский
  - Левашовский
  - Муринский
  - Парголовский
- е) во Всеволожский район — рабочие посёлки Дубровка и им. Морозова и 8 сельсоветов:
  - Вагановский
  - Всеволожский
  - Колтушский
  - Ново-Пустошский
  - Новосаратовский
  - Островский
  - Романовский
  - Яблоновский

ж) в Мгинский район — рабочий поселок при 8-й ГЭС им. Кирова и территория Павловского силикатного комбината.